# Pileipellis
La pellicola pileica, o pileipellis (ovvero pelle del cappello), è lo strato più esterno del cappello dei funghi, formato da ife diverse da quelle della carne del fungo.
Può essere di tipi diversi:
- cutis (con ife che si estendono parallelamente alla superficie del cappello)
- tricoderma (dal greco trichos, "capello", dato che le ife sono disposte come "capelli")
- epitelio (con cellule tondeggianti disposte in più strati)
- imeniderma (con elementi vagamente poligonali)